# Lake Frome
Der Lake Frome ist ein Salzsee in South Australia, östlich der nördlichen Flinders Ranges gelegen. Es ist ein seichtes endorheisches Gewässer ohne Vegetation, 100 km lang und 40 km breit, das im Sedimentbecken des Lake-Eyre-Becken unter Meereshöhe liegt. Die Fläche des Salzsees erstreckt sich über 2596,15 km². Der See wird selten mit Wässern der meist trockenen Bäche aus dem Westen der Flinders Ranges oder aus der Strzelecki-Wüste im Norden gespeist. Der Brackwasser-See ist nach Edward Charles Frome benannt, der das Gebiet 1843 kartografierte.

## Lage

Satellitenbild vom Lake Frome

Der Salzsee erstreckt sich westlich des Vulkathunha-Gammon-Ranges-Nationalparks und grenzt an den Lake Callabonna, den Salt Creek im Norden, die südliche Strzelecki-Wüste im Osten und die landwirtschaftlich genutzten Frome Downs im Süden. In der Region, in der der Salzsee liegt, fallen selten Niederschläge und sie ist spärlich besiedelt, die nächstgelegene Siedlung zum See ist das Arkaroola Village, etwa 40 Kilometer nordwestlich vom Seeufer entfernt. Zwei bedeutende Uranlagerstätten am Lake Frome werden derzeit erkundet, um sie anschließend in einem Uranabbau zu erschließen; es sind diese die Lagerstätten Beverley im Nordwesten und Honeymoon im Südosten des Sees.
Wegen seiner „regional geological significance“ (deutsch: „regionalen geologischen Bedeutung“) wurde der Lake Frome zu einem Schutzgebiet (IUCN Category VI) 1991 erklärt.

## Zuwegung
Die Zuwegung an den Lake Frome ist nur mit allradangetriebenen Fahrzeugen auf einer einfachen Piste möglich, die vom Hauptquartier, einer ehemaligen Schafschererhalle, des Vulkathunha-Gammon-Ranges-Nationalparks von der Balcanoonastation (Virlkundhunha) aus 30 Kilometer westlich führt. Der Weg zum Lake Frome quert anschließend flaches, steiniges Terrain und folgt dem Balcanoona Creek durch das vollständig geschützte aride Einzugsgebiet. Nach Querung der Moomba-Adelaide-Gaspipeline und des Dingozauns führt der Weg über flache Sanddünen, bevor das Westufer des Lake Frome erreicht wird. Das geschützte Gebiet, das die Piste erschließt, ist zu einer Kulturzone erklärt worden, in der die angestammten Aborigines der Adnyamathanha zwischen 15.00 Uhr und frühmorgens 5.00 Uhr jagen. In dieser Zeit ist ein öffentliches Befahren des Gebietes untersagt.

## Traumzeit
Der Lake Frome ist ein Teil der lokalen Traumzeit, die die Aborigines der Adnyamathanha über die Geologie und die Spezies der Region erzählen. Der Lake Frome wurde durch die Regenbogenschlange geschaffen und ausgetrunken – genannt Akurra, die den Arkaroola Creek dorthin schlängelte. Aufgrund dieser Traumzeitgeschichte betreten die Adnyamathanha die Oberfläche des ausgetrockneten Sees nicht.